# باثز (موسیقی‌دان)
ویلیام وایزنفلد (به انگلیسی: Will Wiesenfeld؛ زادهٔ ۱۶ آوریل ۱۹۸۹) که بیشتر با نام هنری خود باثز (به انگلیسی: Baths) شناخته می‌شود موسیقی‌دان الکترونیک آمریکایی می‌باشد. وی در تارزنا شهر همسایهٔ لس آنجلس زاده و در وودلند هیلز، لس آنجلس بزرگ شده‌است و اکنون در کال‌ور سیتی، کالیفرنیا زندگی می‌کند.